# Fantastic Voyage
Fantastic Voyage: Live Long Enough to Live Forever är en bok skriven av Ray Kurzweil och Terry Grossman som utgavs 2004.
Grundtanken i boken är att om medelålders människor kan leva länge nog, fram till ungefär 120, kommer de att kunna leva för evigt, då mänskligheten övervinner alla sjukdomar och ålderdomen. Detta kan också ses som en "break-even scenario" där utvecklingen som görs under ett år ökar livslängden med mer än ett år. Biogerontologen Aubrey de Grey kallar detta Longevity escape velocity i ett TED-föredrag från 2005.